# Sauvain
Sauvain est une commune française située dans le département de la Loire en région Auvergne-Rhône-Alpes, et faisant partie de Loire Forez Agglomération.

## Géographie
Sauvain se trouve à une altitude de 886 mètres.
La commune abrite le sommet de Pierre-sur-Haute qui est le point culminant du département de la Loire (1 634 m) et où sont installés une station hertzienne militaire, un radar de l'aviation civile et des moyens de communications civils.
| Chalmazel-Jeansagnière |         | Saint-Georges-en-Couzan  |
|                        | Sauvain |                          |
| Job Puy-de-Dôme        |         | Saint-Bonnet-le-Courreau |

### Climat
Pour des articles plus généraux, voir Climat d'Auvergne-Rhône-Alpes et Climat de la Loire.
En 2010, le climat de la commune est de type climat des marges montargnardes, selon une étude du Centre national de la recherche scientifique s'appuyant sur une série de données couvrant la période 1971-2000. En 2020, Météo-France publie une typologie des climats de la France métropolitaine dans laquelle la commune est exposée à un climat de montagne ou de marges de montagne et est dans la région climatique  Nord-est du Massif Central, caractérisée par une pluviométrie annuelle de 800 à 1 200 mm, bien répartie dans l’année. 
Pour la période 1971-2000, la température annuelle moyenne est de 9 °C, avec une amplitude thermique annuelle de 15,8 °C. Le cumul annuel moyen de précipitations est de 1 051 mm, avec 11,6 jours de précipitations en janvier et 7,9 jours en juillet. Pour la période 1991-2020, la température moyenne annuelle observée sur la station météorologique de Météo-France la plus proche, « Chalmazel_ra », sur la commune de Chalmazel-Jeansagnière à 5 km à vol d'oiseau, est de 8,2 °C et le cumul annuel moyen de précipitations est de 1 100,4 mm,. Pour l'avenir, les paramètres climatiques de la commune estimés pour 2050 selon différents scénarios d'émission de gaz à effet de serre sont consultables sur un site dédié publié par Météo-France en novembre 2022.

## Urbanisme

### Typologie
Au 1er janvier 2024, Sauvain est catégorisée commune rurale à habitat dispersé, selon la nouvelle grille communale de densité à sept niveaux définie par l'Insee en 2022.
Elle est située hors unité urbaine. Par ailleurs la commune fait partie de l'aire d'attraction de Montbrison, dont elle est une commune de la couronne,. Cette aire, qui regroupe 27 communes, est catégorisée dans les aires de moins de 50 000 habitants,.

## Histoire
La commune adhère au parc naturel régional Livradois-Forez en 2017.

## Politique et administration
| Période                                  | Période  | Identité          | Étiquette | Qualité |
| ---------------------------------------- | -------- | ----------------- | --------- | ------- |
| Les données manquantes sont à compléter. |          |                   |           |         |
| 1947                                     | 1989     | Vincent Joandel   |           |         |
| 1989                                     | 2014     | Henri Goutte      |           |         |
| 2014                                     | mai 2020 | David Morel       |           |         |
| mai 2020                                 | En cours | Jean-René Joandel |           |         |

Sauvain faisait partie de la communauté d'agglomération de Loire Forez de 2003 à 2016 puis a intégré Loire Forez Agglomération.

## Démographie
L'évolution du nombre d'habitants est connue à travers les recensements de la population effectués dans la commune depuis 1793. Pour les communes de moins de 10 000 habitants, une enquête de recensement portant sur toute la population est réalisée tous les cinq ans, les populations de référence des années intermédiaires étant quant à elles estimées par interpolation ou extrapolation. Pour la commune, le premier recensement exhaustif entrant dans le cadre du nouveau dispositif a été réalisé en 2008.

En 2022, la commune comptait 373 habitants, en évolution de −1,58 % par rapport à 2016 (Loire : +1,32 %, France hors Mayotte : +2,11 %).
| 1793  | 1800  | 1806  | 1821 | 1831 | 1836 | 1841 | 1846 | 1851  |
| ----- | ----- | ----- | ---- | ---- | ---- | ---- | ---- | ----- |
| 1 091 | 1 015 | 1 016 | 955  | 879  | 918  | 954  | 996  | 1 002 |

| 1856 | 1861 | 1866 | 1872 | 1876 | 1881  | 1886 | 1891 | 1896  |
| ---- | ---- | ---- | ---- | ---- | ----- | ---- | ---- | ----- |
| 964  | 975  | 992  | 949  | 942  | 1 042 | 978  | 972  | 1 006 |

| 1901  | 1906  | 1911 | 1921 | 1926 | 1931 | 1936 | 1946 | 1954 |
| ----- | ----- | ---- | ---- | ---- | ---- | ---- | ---- | ---- |
| 1 003 | 1 010 | 961  | 825  | 797  | 753  | 742  | 706  | 684  |

| 1962 | 1968 | 1975 | 1982 | 1990 | 1999 | 2006 | 2008 | 2013 |
| ---- | ---- | ---- | ---- | ---- | ---- | ---- | ---- | ---- |
| 615  | 611  | 523  | 507  | 445  | 429  | 413  | 408  | 379  |

| 2018 | 2022 | - | - | - | - | - | - | - |
| ---- | ---- | - | - | - | - | - | - | - |
| 380  | 373  | - | - | - | - | - | - | - |

## Lieux et monuments

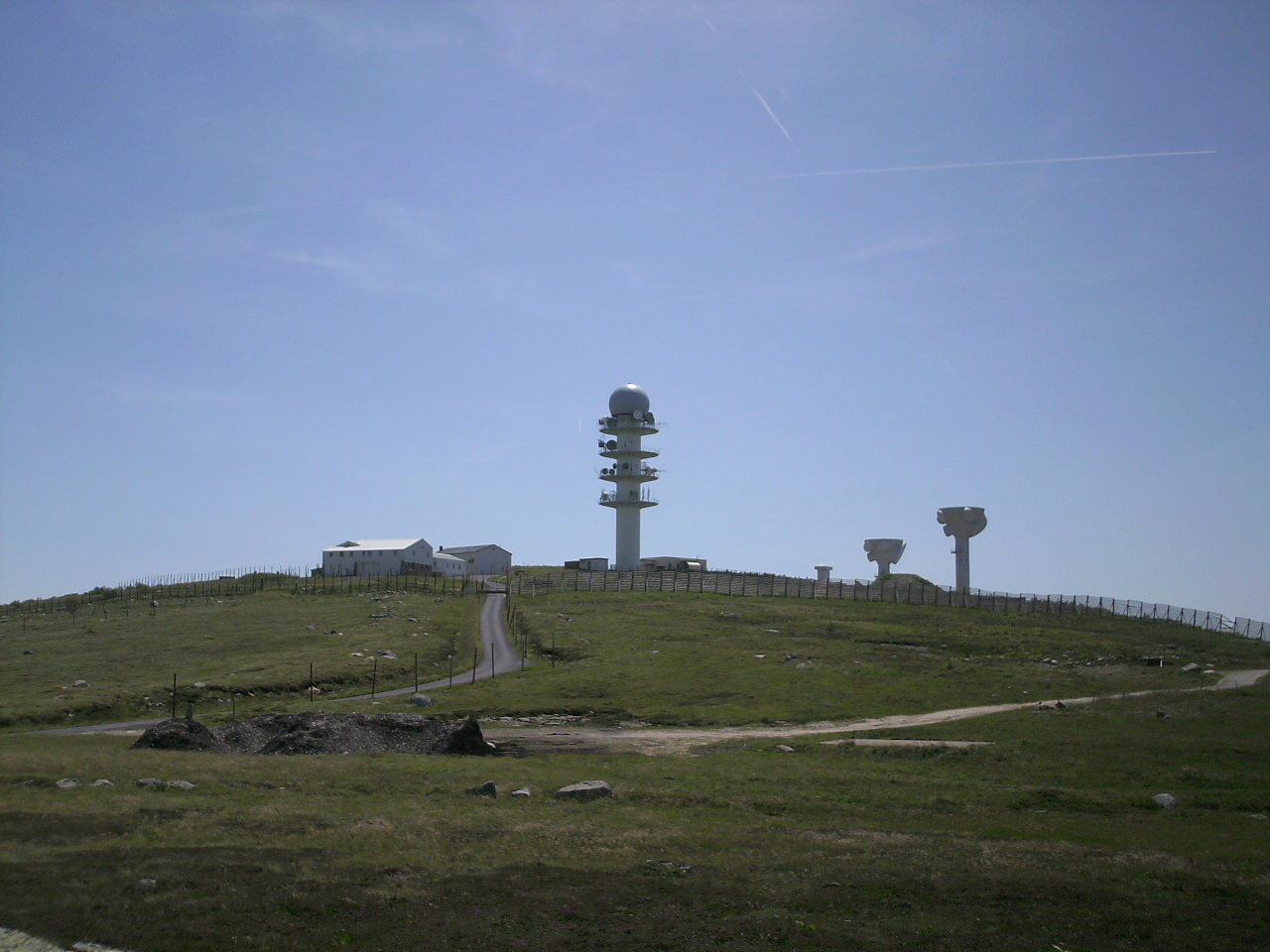
La station hertzienne de Pierre-sur-Haute. On distingue les deux tours militaires, la tour relais de TDF au centre, les bâtiments de vie, ainsi qu'une hélistation.

- Pierre-sur-Haute, point culminant du département de la Loire, partagé avec la commune de Job (Puy-de-Dôme), utilisé pour des installations civiles et militaires,
- Réserve naturelle régionale des Jasseries de Colleigne,
- L'Église Notre Dame de la Nativité. L'édifice a été classé au titre des monuments historiques en 1914[16].
- La fontaine aux cinq meules, en face de la boulangerie du village,
- Le musée de la Fourme et des Traditions (Maison Sauvagnarde) : depuis 1968[17], musée des scieurs de long, du sabot, de Louis Lépine et des traditions locales[18]. La commune est considérée comme le berceau de la fourme de Montbrison et compte de nombreux élevages dédiés ainsi que les plus importantes fromageries.
- Cascade du Saut Ferrand dans la vallée de Chorsin,
- Pont de la Fonfort avec en dessous une source d'eau minérale.

## Évènements
Le 15 août a lieu la fête des airelles-myrtilles.

## Personnalités liées à la commune
- Louis Lépine (1846-1933), préfet de police de Paris, a résidé dans son château de Sauvain.